# قرية ستيبانتشيكوفو
قرية ستيبانتشيكوفو (بالروسية: Село Степанчиково и его обитатели) رواية من تأليف الكاتب الروسي فيودور دوستويفسكي، نُشِرت الرواية للمرة الأولى في عام 1959. بناء الرواية شبيه إلى درجة ما بالمسرحية، وكان دوستويفسكي ينوي أساساً أن تكون مسرحية كوميدية. في رسالة إلى أخيه كتب دوستويفسكي أنَّ الرواية التي يكتبها - وهي قرية ستيبانتشيكوفو - لم تعجبه، ولكنَّه مضطر إلى أن يكملها لأنَّه أنجز بالفعل أجزاء عدة منها، ولكنَّه لاحقاً يعيد النظر ويتفائل ويقتنع أنها ستصير من أفضل أعماله. أرسل دوستويفسكي الرواية مخطوطةً إلى مجلة «الرسول الروسي» (Ру́сский ве́стник)، ولكنَّ رئيس تحريرها رفض نشر الرواية، فأرسلها إلى مجلة «المُعاصِر» (Современник) التي نشرت الرواية ولكنَّ دوستويفسكي حصل في المقابل على سعر بسيط وصفه ب«المُهِين».

## القصة
في القصة سرغي ألكسندروفيتش، وهو الرواي، يتمُّ استدعاءه إلى سانت بطرسبورغ ليقيم عند عمه إيغور إيليتش روستانيف، وعندما يصل إلى سانت بطرسبورغ يتفاجئ بمشعوذ دجال في منتصف عمره، اسمه فوما فوميتش أوبيسكسن، يحتال على النبلاء ويتلاعب بهم ليدفعهم إلى التصديق أنَّه فاضل ورباني، وذلك رغم سلوكه العدواني الأناني الحاقد. ومن سلوكياته أنَّه يُلزِم الخدم على تعلُّم اللغة الفرنسية، ويغضب كثيراً عندما يصادفهم يرقصون رقصة شعبية روسية. بعد مجيئه يطلب إيغور من سرغي أن يتزوج الشابة الفقيرة الطيبة ناستينكا، ويتضح لاحقاً أن إيغور كان يحبها من أعماقه، ولكنَّ فوما أمره أن يتزوج تاتيانا إيفانوفا، وهي امرأة ثرية للغاية ولكنَّها متخلِّفة عقلياً، في الوقت نفسه هناك آخرون ينوون التقدُّم إلى تاتيانا، ومنهم ميزينتشيكوف الذي يواجه إيغور، ويخبره بخطته، وأنَّه سيأخذها معه ويهربا من المدينة. في صباح اليوم التالي اختفت تاتيانا من المدينة، ولكنَّه لم يكن ميزينتشيكوف الذي أخذها، وإنَّما أوبنوسكين الذي تصرَّف بتحريض من أمه. وفي قرية ستيبانتشيكوفو يُصبح فوما غاضباً عندما يعرف أن إيغور كان يجتمع بناستينكا في الحديقة ويواعدها سراً، يُغادر فوما غاضباً في الوقت الذي يتوسَّل إليه الناس كي يبقى. بعد أن هدأ غضب فوما تصالح هو وإيغور، وتقبَّل علاقته بناستينكا وبارك زواجهما، ولكنَّه كعادته كان يبيت نوايا خبيثة وراء تصرُّفه الودود.

## وصلات خارجية
- قرية ستيبانتشيكوفو (Село Степанчиково и его обитатели)، النص الأصلي بالروسية على ويكي مصدر.
- قرية ستيبانتشيكوفو (Село Степанчиково и его обитатели)، النص الأصلي بالروسية على "ilibrary.ru".